# Wilko de Vogt
Wilko de Vogt (* 17. September 1975 in Breda) ist ein ehemaliger niederländischer Torhüter.

## Karriere
De Vogt spielte in seiner Jugend für den NAC Breda. 1996 gab er sein Profi-Debüt beim NAC. 2001 wechselte er zum Verein Sheffield United. Nach zwei Saisonen und nur sechs Einsätzen zog es ihn nach RKC Waalwijk. 2005 wurde er auf Leihbasis an den FC Oss verliehen, in dieser Saison stand er 30 Mal im Tor und bekam in der darauffolgenden Saison einen festen Vertrag beim FC Oss. Bis 2010 agierte de Vogt beim FC Oss, mit dem er 2010 in die Topklasse abstieg. Zur Saison 2010/11 verpflichtete der FC Twente den 34-Jährigen für ein Jahr als dritten Torhüter hinter Nikolaj Michajlow und Sander Boschker. Zum Einsatz kam er in Pflichtspielen der Enscheder nicht. Zur Saison 2011/12 wechselte er zum Ligakonkurrenten VVV-Venlo. Nach einem Jahr ging er zurück zu seinem Jugendverein NAC Breda. Dort war er jedoch in der Saison 2012/13 unzufrieden mit seiner Situation als dritter Tormann hinter Jelle ten Rouwelaar und Tim Coremans. Im Januar 2013 erschien er daher mehrere Wochen nicht zum Training und fuhr auch nicht mit ins Trainingslager nach Spanien. Sein Vertrag lief zum Saisonende aus und er beendete seine Karriere als Profifußballer.

## Erfolge
- Niederländischer Superpokalsieger: 2010 (FC Twente)[6]
- Niederländischer Pokalsieger: 2011 (FC Twente)[6]
- niederländischer Vizemeister: 2011 (FC Twente)[6]